# Byllis

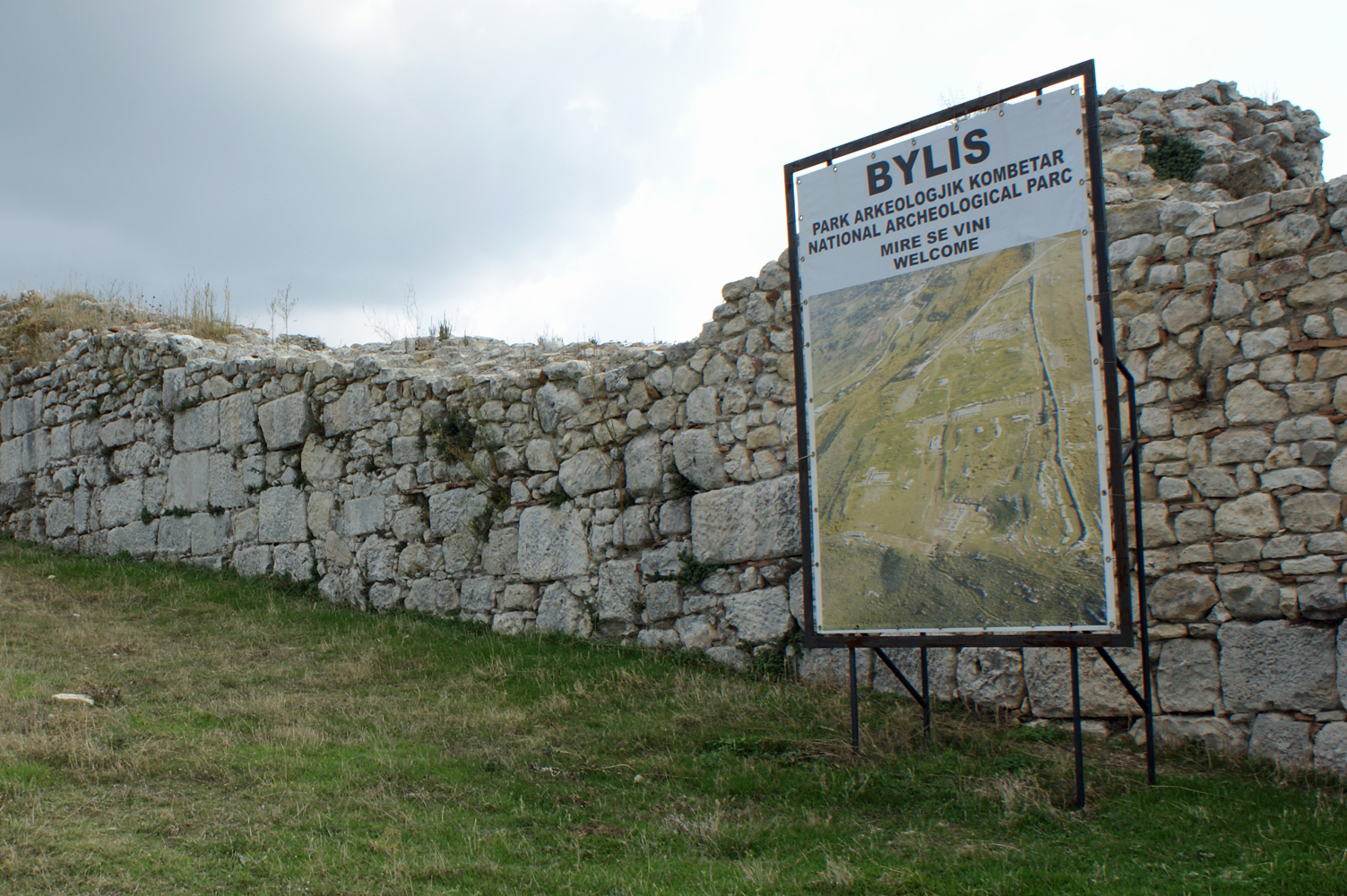
Stadtmauer

Stadtplan

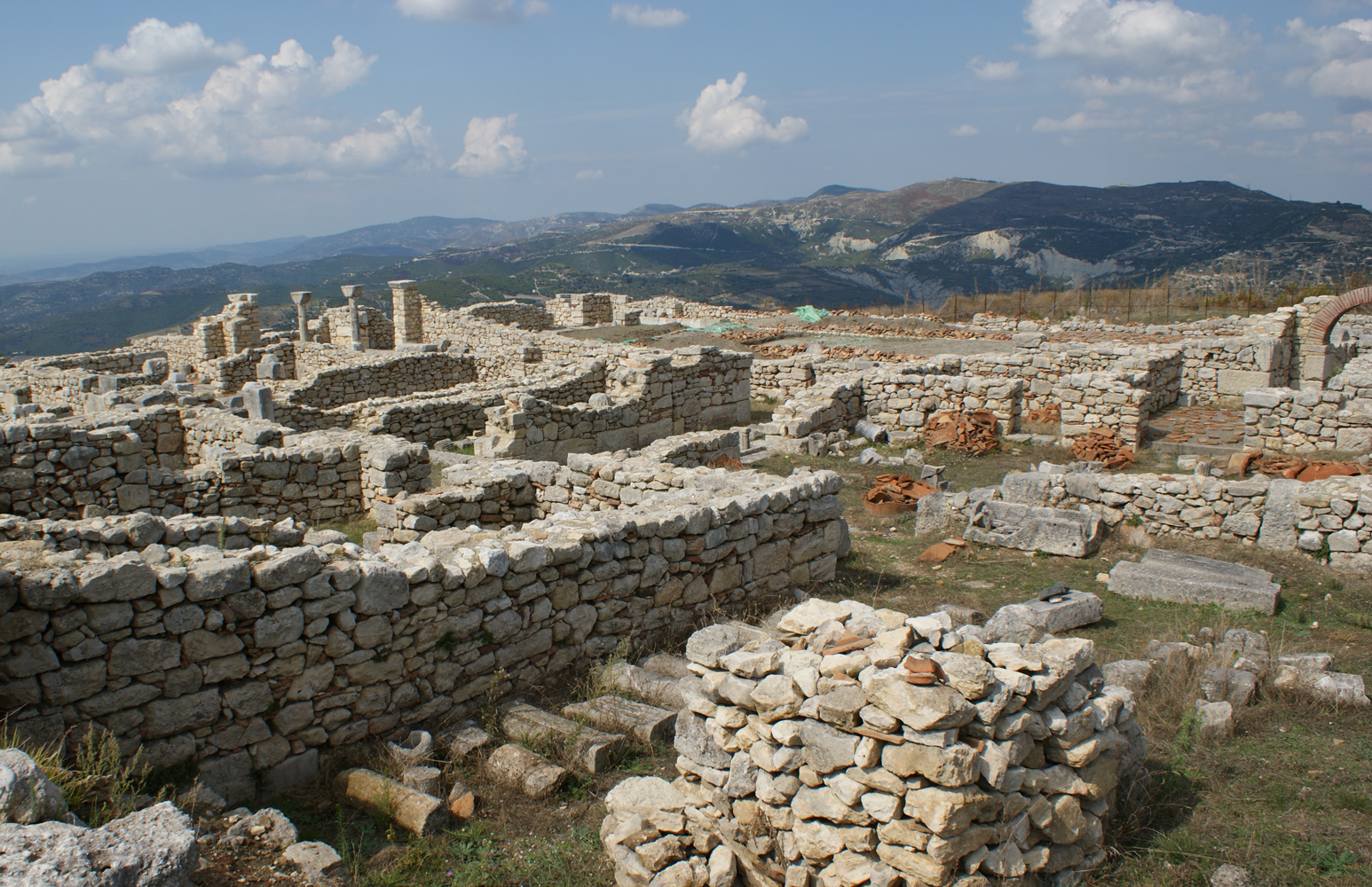
Frühchristliche Basilika

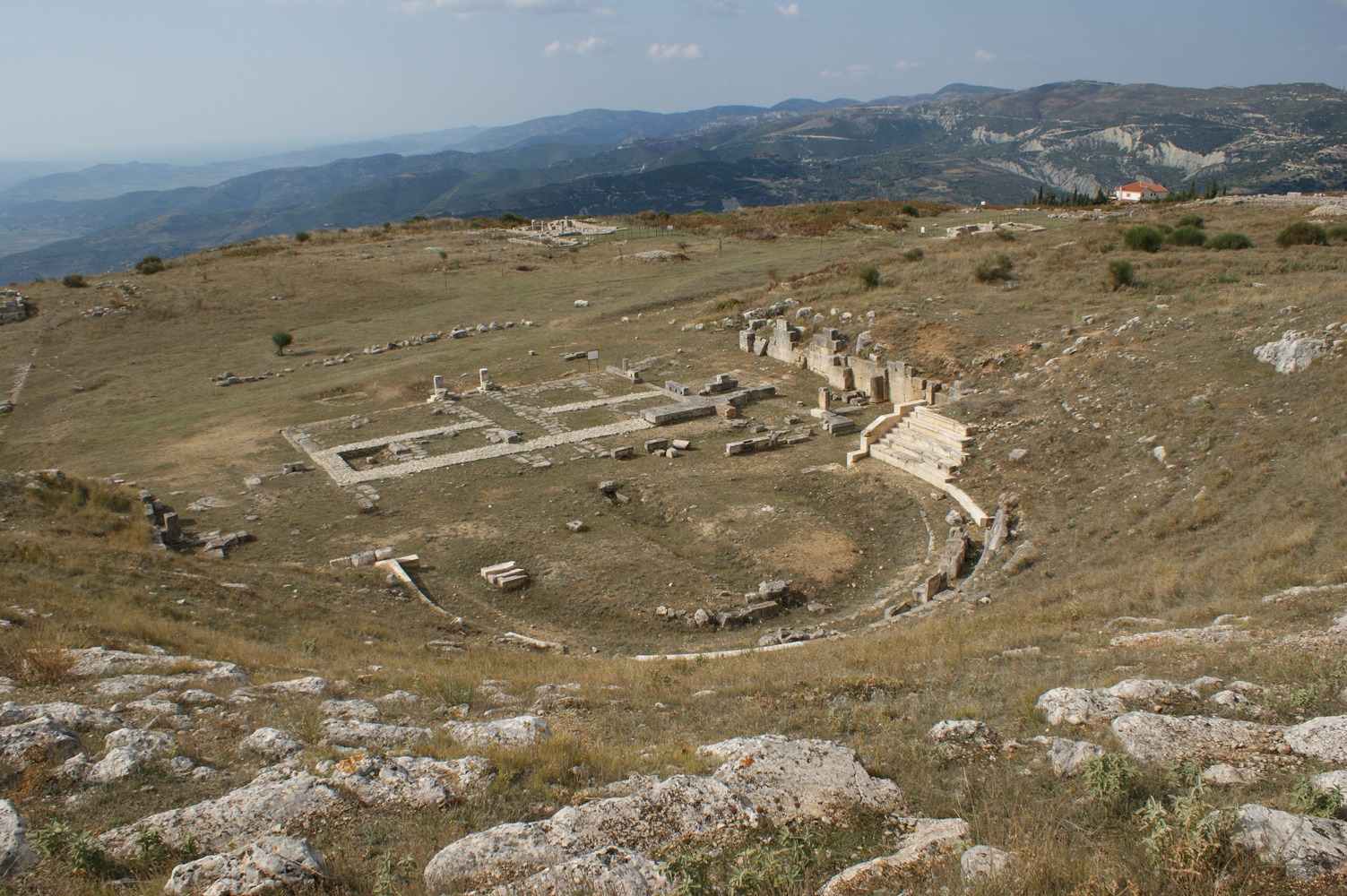
Theater

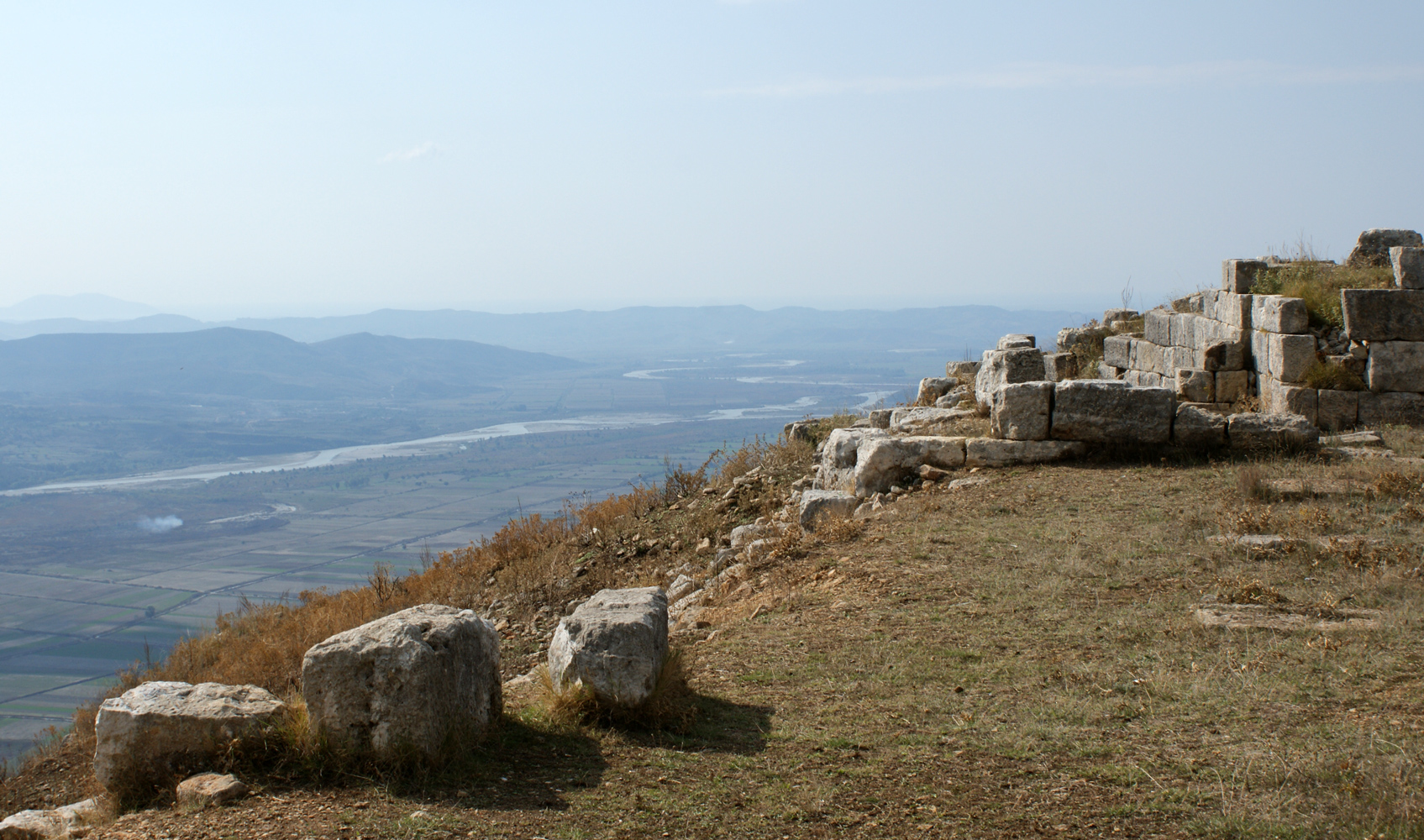
Blick vom Hügel auf die Vjosa

Byllis (albanisch auch Bylis) war in der Antike eine wichtige Stadt im südlichen Illyrien, die von den Illyrern gegründet wurde.

## Lage
Die Ruinen von Byllis befinden sich im Süden Albaniens auf einer 523 m hohen Bergkuppe (albanisch Mali i Gradishtës) nahe dem Ort Hekal zwischen Fier, Tepelena und Vlora. Das Ufer der Vjosa liegt zwei Kilometer im Süden.
Die Stadt Ballsh liegt fünf Kilometer im Norden, die Ruinen des antiken Apollonia 30 Kilometer im Nordwesten.

## Geschichte
Byllis lag im illyrischen Kerngebiet. Die Verbreitung des Eisens vollzog sich hier im Zeitraum vom 11. Jahrhundert bis zum 5. Jahrhundert v. Chr. Ab dieser Zeit begannen Illyrer, befestigte Siedlungen auf Hügelkuppen in beherrschender Lage zu gründen. Der städtischen Gründung von Byllis voraus ging die Anlage des zwei Kilometer südöstlich näher an der Vjosa gelegenen Nikaia und von Amantia, das wenige Kilometer südlich des Flusses lag. Nikaia war ab der zweiten Hälfte des 5. Jahrhunderts v. Chr. eine befestigte Stadt. Ihre Reste finden sich auf einem Hügel oberhalb des heutigen Dorfes Klos.
Der griechische Autor Pseudo-Skylax bezeichnete die Bewohner in dieser Gegend als Illyrer vom Stamm der Byllionen. Ab dem 5. Jahrhundert gab es deutliche soziale Veränderungen. Staatliche Gemeinschaften hatten nun einen erblichen König an ihrer Spitze. Zunächst lebten in den Städten eine Aristokratenschicht und Handwerker. Hinzu kamen Kriegerknechte und Händler. Die Städte vergrößerten sich, da während häufiger werdender Stammeskonflikte auch die im Umland siedelnden Bauern aufgenommen wurden.
Als in Nikaia Bedarf nach einer größeren Stadtfläche bestand, wurde Mitte des 4. Jahrhunderts v. Chr. Byllis in Sichtweite auf einem Hügelplateau als neue Hauptstadt der Byllionen gegründet. Auch die neue Lage ermöglichte die Kontrolle der im Vjosatal von Apollonia nach Antigoneia und weiter in den Epirus führenden Straße, ebenso den Blick ins Land der Amantier südlich des Flusses.
Wahrscheinlich waren auch griechische Kolonisten aus Korinth, die von Apollonia aus ins Inland vordrangen, an der Besiedlung der Städte Nikaia und Byllis beteiligt. Bekannt sind auch Heiraten zwischen der griechischen Aristokratie und Mitgliedern einheimischer Clans. Byllis hatte mit Neoptolemos einen mythischen Stadtgründer aus der griechischen Legende.
Grundlage des wirtschaftlichen Aufschwungs bildete der Ackerbau. Mit den Küstenstädten Apollonia und Epidamnos wurde Weizen gegen griechische Keramik gehandelt. Ab Ende des 3. Jahrhunderts v. Chr. gab es in Byllis und Nikaia ein rasches Bevölkerungswachstum. Nach der Niederlage der Illyrer im Krieg gegen Rom im Jahr 229 konnte Byllis als autonomer Klientelstaat innerhalb des römischen Protektorats verbleiben. Die Monarchie wurde in Byllis und anderen südillyrischen Städten ab dem Ende des 3. Jahrhunderts v. Chr. als Regierungsform von einem organisierten und von den Römern abhängigen Stammstaat (Koinon) abgelöst.
Byllis wurde eine blühende Stadt mit eigener Münzprägung. Viele der erhaltenen Bauten datieren in diese Zeit.
148 v. Chr. wurde Byllis unter dem Namen Colonia Byllidensium Teil der römischen Provinz Makedonien und zu einem wichtigen römischen Stützpunkt. Während der Zeit der römischen Kolonie wurde in Byllis nur wenig verändert. Es gab, lateinischen Inschriften zufolge, rechtliche Anweisungen direkt aus Rom, beispielsweise die Erneuerung der Stadtmauer betreffend. Zur Zeit der Römischen Bürgerkriege hatte 48 v. Chr. Caesar ein Militärlager in der Stadt.
In der Spätantike war Byllis Bischofssitz. Der erste Bischof, Felix, reiste als Teilnehmer zum (dritten) Konzil von Ephesus 431. Nicht ganz klar ist, ob beim (vierten) Konzil von Chalcedon 451 ebenfalls der Bischof aus Byllis, Philocharis, anwesend war. Die Stadt muss ein wichtiges christliches Zentrum gewesen sein, denn im Umkreis von fünf bis zehn Kilometern wurden die Reste von rund einem Dutzend frühchristlichen Basiliken ausgegraben, eine davon im fünf Kilometer nördlich gelegenen Ballsh. Eine rege Bautätigkeit gab es ein letztes Mal im 6. Jahrhundert in der Zeit Kaiser Justinians (527–565).
Ab dem Jahr 578 begannen Slawen in das Gebiet einzudringen. Byllis wurde bei einem verheerenden Slaweneinfall im Jahr 586 zerstört und nicht wieder aufgebaut. Die Bewohner zogen nach Ballsh. Auch der Bischofssitz wurde dorthin verlegt.

## Forschungsgeschichte
Der englische Reisende Henry Holland identifizierte 1815 den Hügel nach einer Inschrift als das antike Byllis. Carl Patsch nahm 1904 Messungen vor. Erste systematische Untersuchungen unternahm 1917–1918 Camillo Praschniker, der Teile der Umfassungsmauer, der Stoa und des Theaters ausgrub. In den 1980er Jahren wurden weitere Teile des oberen Stadtgebiets freigelegt. Von 1999 bis 2003 hat ein albanisch-französisches Team umfangreichere Ausgrabungen vorgenommen. Unter ihnen waren die beiden albanischen Archäologen Neritan Ceka und Skënder Muçaj. 2005 und 2006 haben albanische, österreichischen und kanadische Archäologen erneut gegraben. Dabei wurden illyrische Häuser unterhalb der justinianischen Mauer und die Basilika E in der Nähe des Nordtors freigelegt. 2007 wurde die Umfassungsmauer mit einem Rundturm an ihrer Nordspitze mit den erhalten gebliebenen Steinquadern aufgeschichtet.

## Stadtanlage
Das langgestreckte dreieckige Stadtgebiet von 30 Hektar Fläche war von einer rund 2200 Meter langen Umfassungsmauer geschützt. Diese war ursprünglich 8–9 Meter hoch, etwa 2,5 Meter stark und bestand im unteren Bereich aus rechteckigen, in Lagen geschichteten Kalksteinquadern. Es gab sechs als Eingangskorridore ausgebildete Tore, über deren Tonnengewölbe Wachtürme errichtet waren. Von der vier Hektar großen Agora im Zentrum der Stadt sind noch Reste von angrenzenden Säulenhallen (Stoa) erhalten. Das Theater aus der Mitte des 3. Jahrhunderts v. Chr. mit einem Durchmesser von 80 Meter bot Platz für 7500 Zuschauer. Die Einwohnerzahl von Byllis wird auf zu der Zeit 7000 geschätzt, es war folglich auch für die umliegenden Dörfer gedacht. Zur Trinkwasserversorgung diente eine 50 Meter lange Zisterne mit Tonnengewölbe. 
Die Reste von fünf Basiliken sind bislang freigelegt worden. Die größte Basilika wurde Anfang des 5. Jahrhunderts gebaut, der Zentralraum (Naos) bestand aus drei durch Säulen getrennten Schiffen, vorgelagert waren Narthex und Portikus. Angebaut war ein kleines Baptisterium. Als Bischofskirche erfuhr die Anlage Ende des 5. und im 6. Jahrhundert zahlreiche Erweiterungen. Gut erhaltene Mosaikfußböden wurden hier freigelegt (diese sind derzeit mit Sand abgedeckt). Im 6. Jahrhundert wurde unter Kaiser Justinian die Stadt auf ein Drittel ihrer Fläche verkleinert und durch eine längs durch das ursprüngliche Stadtgebiet verlaufende Mauer abgeteilt. Zu deren Bau wurden auch Quadersteine und Sitzstufen des antiken Theaters verwendet.
Das allgemeine Interesse hat sich aufgrund ihrer historischen Bedeutung bis heute mehr auf die Stadt Apollonia gerichtet. Byllis verdient angesichts des weit ausgedehnten, nur zum Teil ausgegrabenen Ruinenfeldes als größte südillyrische Stadtgründung ähnlich Beachtung. Die Ausgrabungen erfolgten behutsam, bisher ohne Restaurierung mit fremden Materialien.